# غریب‌آباد (کازرون)
غریب‌آباد (کازرون)، روستایی از توابع بخش جره و بالاده شهرستان کازرون در استان فارس ایران است.
نامگذاری این روستا به افتخار مرحوم "غریب پوراحمد" یکی از بزرگان روستا انجام شده است .ساکنین این روستا همگی ترک قشقایی هستند. این روستا دارای طبیعتی بکر و زیباست که در فصول مختلف میزبان گردشگران بسیاری است. همچنین این روستا زیستگاه حیواناتی چون روباه، کبک،  عقاب و... است.

## جمعیت
این روستا در دهستان دادین قرار دارد و براساس سرشماری مرکز آمار ایران در سال ۱۳۸۵، جمعیت آن ۸۶ نفر (۱۸خانوار) بوده‌است.